# Teresa Urquijo y Moreno
Teresa Urquijo y Moreno   (Madrid, 8 d'octubre de 1996) és una economista i analista financera espanyola.
Va néixer el 8 d'octubre de 1996 a Madrid. És filla de Lucas Urquijo y Fernández de Araoz, economista que treballa al departament de responsabilitat d'El Corte Inglés, i de Beatriz Moreno y de Borbón, mestressa d'una empresa d'impressió i enquadernació. Emparentada amb diverses famílies de l'aristocràcia espanyola, és neta de Teresa de Borbó-Dues Sicílies, cosina del rei Joan Carles I d'Espanya, i de Carmen Fernández de Araoz, neta del cèlebre metge Gregorio Marañón.
Va estudiar a Dret i Administració d'Empresa a la facultat de ciències econòmiques i empresarials (ICADE) de la Universitat Pontifícia de Comillas. Posteriorment ha realitzat un curs en Gestió Estratègica a The London School of Economics and Political Science. Ha treballat especialment en el sector financer. Va començar a treballar a Globe Telecom, traslladant-se a Manila, on va estar tres mesos. Va tornar a Espanya, on durant un any va treballar com a organitzadora d'esdeveniment per a TEDxUComillas, a Madrid. El 2017 va mudar-se a Londres per treballar a Trilantic Capital Partners durant un mes, i immediatament després va anar a Mèxic a treballar per a Marindustrias SA de CV. Passats tres mesos, retornà a Londres, treballant a JP Morgan, en l'àmbit de la banca d'inversió. Des de juliol de 2019 treballa a Madrid com a analista d'inversió de Merlin Properties, una companyia d'inversió immobiliària que cotitza a l'Ibex 35.
Ha estat voluntària a l'Hospital Nuestra Señora de Lourdes, una organització laica que depèn de l'arquebisbat de Madrid, que es dedica a acompanyar els malalts i discapacitats en les visites al Santuari de Lorda.
En l'àmbit personal està casada amb el polític José Luis Martínez-Almeida des del 6 d'abril de 2024. La parella es va conèixer per qüestions de feina el febrer de 2023 i van anunciar la seva relació durant la Fira de Sant Isidre de Madrid del mateix any. La seva boda, celebrada pel ritu catòlic, va tenir lloc a la parròquia del Sagrat Cor i de Sant Francesc de Borja del barri de Salamanca de Madrid. Va comptar amb l'assistència, entre d'altres personalitats, del rei Joan Carles I, les infantes Elena i Cristina, acompanyades pels seus fills Froilà i Victòria Frederica i Joan, respectivament.